# Michael Shanks (archéologue)
Pour les articles homonymes, voir Michael Shanks et Shanks.
Michael Shanks (né en 1959 à Newcastle upon Tyne) est un archéologue britannique spécialisé en archéologie classique et en théorie archéologique. Il obtient son BA, sa maîtrise et son doctorat à l'Université de Cambridge et est chargé de cours à l'Université du Pays de Galles à Lampeter avant de partir aux États-Unis en 1999 pour occuper une chaire de lettres classiques à l'Université Stanford.

## Éducation
Shanks est diplômé de la Royal Grammar School de Newcastle upon Tyne et étudie ensuite à Peterhouse, Cambridge, obtenant un BA en 1980. Après avoir terminé ses études, il obtient un PGCE (Post Graduate Certificate of Education) de l'Université de Durham en 1982. Il obtient un doctorat de Cambridge en 1992. Shanks obtient ensuite un docentur (doctorat supérieur et licence d'enseignement) de l'Institut d'archéologie de Göteborg en 1997.

## Carrière
Shanks commence sa carrière d'enseignant en 1983 à la Whitley Bay High School où il enseigne le latin, le grec ancien et l'histoire ancienne. Il travaille à l'école jusqu'en 1988. En 1991, il est chercheur au Centre d'Archéologie Classique, Paris 1 (Sorbonne-Université), Maison des Sciences de l'Homme et l'année suivante, professeur à l'Université du Pays de Galles Lampeter. Il reste à l'Université jusqu'en 1998, d'abord comme maître de conférences en archéologie, puis comme chef du département de 1996 à 1998. Après cela, il va à l'Université Stanford où il est professeur de lettres classiques. À Stanford, il est également directeur du Stanford Humanities Lab.
Il est également professeur invité à l'University College Dublin et à l'Université de Durham de 2010 à 2013. En 2013, il est nommé chercheur à l'Université de Durham. Il est membre du conseil d'administration du musée d'histoire de Palo Alto et du conseil consultatif du Humanities Institute of Ireland. Pour son travail, il reçoit un doctorat honorifique de l'Université de Roskilde.

## Publications
Au fil des années, Shanks rédige plus de 50 articles sur l'archéologie classique, la théorie archéologique et l'Archéologie des médias. Il a également publié plus d'une douzaine d'ouvrages sur ces sujets, notamment Experiencing the Past: On the Character of Archaeology (1992), Classical Archaeology of Grece (1996), Art and the Greek City State: An Interpretive Archaeology (1999), The Archaeological Imagination (2012), A walk in time along the Smith River: a small work of theatre/archaeology (2016). Il a co-écrit le livre de 1995 Interpreting Archaeology: Finding Meaning in the Past avec Ian Hodder et, plus récemment, Archaeology: The Discipline of Things (2012), un texte fondateur de l'archéologie symétrique, avec Bjørnar Olsen et Christopher Witmore.

## Vie privée
Michael Shanks vit dans le nord de la Californie avec ses deux enfants et sa femme, Helen Shanks, céramiste et ancienne directrice des arts visuels et du spectacle à l'école Castilleja de Palo Alto, en Californie.